# Aeródromo de Alcazarén
El Aeródromo de Alcazarén  es un aeródromo privado que se encuentra en Alcazarén, (Valladolid). Está operado por el "Club Deportivo de Vuelo Alcazarén". Fue creado en 1987 y operan varios ultraligeros.
Cuenta con una pista de 400 m por 18 y una nave-terminal (hangar).
El aeródromo está cerca de  la carretera N-601 (a la altura del kilómetro 158). Se encuentra enfrente de la localidad que le da nombre. Dicho de otro modo, si se va en la N-601 sentido Valladolid, habría que girar a la izquierda.